# Feihyla hansenae
Espèce
Synonymes
- Philautus hansenae Cochran, 1927
- Chirixalus hansenae (Cochran, 1927)
- Chiromantis hansenae (Cochran, 1927)

Statut de conservation UICN

 LC  : Préoccupation mineure
Feihyla hansenae est une espèce d'amphibiens de la famille des Rhacophoridae.

## Répartition
Cette espèce est endémique du Nord et du Sud-Est de la Thaïlande. Sa présence est incertaine au Cambodge et en Birmanie.

## Étymologie
Cette espèce est nommée en l'honneur de Dora Hansen.

## Taxinomie
Selon Stuart et Emmett (2006), cette espèce pourrait être un synonyme de Chiromantis vittatus.

## Publication originale
- Cochran, 1927 : New reptiles and batrachians collected by Dr. Hugh M. Smith in Siam. Proceedings of the Biological Society of Washington, vol. 40, p. 179–192 (texte intégral).